# Aiichirō
Cette page contient des caractères spéciaux ou non latins. S’ils s’affichent mal (▯, ?, etc.), consultez la page d’aide Unicode.
Aiichirō (あいいちろう) est un prénom japonais masculin.

## Personnalités
- Aiichirō Fujiyama (1897-1985), homme politique, ancien ministre des Affaires étrangères du Japon
- Aiichirō Mori (1957-), joueur japonais de baseball

## Dans les œuvres de fiction
- Aiichirō Nitori est un personnage de la série d'animation japonaise Free!